# 蔦川火山砂防
蔦川火山砂防（つたかわかざんさぼう）は、青森県を流れる蔦川上流の防災を目的とした河川の砂防工事で、「庭園砂防」と呼称されている。もともと庭園砂防の言葉は、1945年の枕崎台風により被害を受けた史蹟名勝厳島神社の災害復旧事業の一環として、広島県宮島町紅葉谷川砂防工事のときに生まれた。ここでの砂防工事は審美的な視点を重視しながら行われたもので、「庭園砂防」はこの景観的な配慮に由来する。

## 概要
蔦川は広大な八甲田の大自然を流れる河川で、これまで度重なる土石流に悩まされてきた。また、同時に景勝地「奥入瀬渓谷」に注ぐ支流の河川でもあり、年間250~300万人の観光客が訪れる十和田湖観光の主要ルートにもなっている。そのため、景観面に配慮した砂防工事を行うことになった。すなわち「庭園砂防」である。
プロジェクトは50から100年に一度の土石流に対処すべく河道断面を広げるもので、護岸や河床に十分な強度を持たせつつ、河川の各所に点景となる景観をつくり出すというものであった。
材料はすべて現場から発生する川石や玉石である。それらを用いて護岸や河床を整備するのであるが、作業の大半が現場に於けるランドスケープ独自の納まりを必要とするため、現地での設計監理作業の中で、直接指揮しながらつくり上げていく方法をとっている。
山岳のランドスケーププロジェクトで現況地形や既存樹、或いは、天然材料である木や石を用いた木組·石組等を行うケースでは、ランドスケープ独自の納まりをどのようにして施工に反映させるのか、が重要な課題になっている。現時点では、設計監理作業がそのための有効な解決方法と考えられているが、公共事業の造園系プロジェクトでは日本庭園などの特殊な工事に際してのみ適用されているのが現状であり、ランドスケープの質を向上させる意味では、庭園砂防蔦川火山砂防のようなプロジェクトが増えることが望まれている。